# بيتي العربي

«بيتي العربي» هو مسلسل تربوي ترفيهي، يختزل العالم العربي في محطة تلفزيونية تسمّى بيتي العربي ويرافق مشاهدي محطة «بيتي العربي«ضاحك»، و«سريعة»، و«تفاؤل»، و«مرهفة»، و«عبس»، و«جميل».
بيتي العربي برنامج للطفل العربي تتم مناقشته في مواضيع جاذبة للطفل والذي كانت تكلفة إنتاجه 3 ملايين ريالا قطريا، يذيعه مجموعة من الدمى ويبث على قناة الجزيرة للأطفال، ومتابعوه من كل أنحاء الوطن العربي.

## قصة
هنا بيتي العربي.. المحطة التلفزيونية الافتراضية الشاملة لشتى أنواع البرامج التلفزيونية (أخبار، أفلام، مسلسلات وإعلانات..). تهدُف إلى تسليط الضوء على قضايا الطفل في جميع الأقطار العربية.. مُراسلو هذه المحطة ومذيعوها وممثلوها وقراء أخبارها شخصيات مجسدة بالدمى، وأما المَشاهد التي تعرضها فتتراوح بين الأفلام الحية والتحريك الثنائي والثلاثي الأبعاد.. «بيتي العربي» محطة من دون مقرّ أو عنوان لأنها مفتوحة لجميع العرب، وشعارها «معا نبني بيتنا العربي»
بيتي العربي مسلسل تربوي ترفيهي في اثنتين وخمسين حلقة، مدة كل حلقة ست وعشرون دقيقة يصور العالم العربي في محطة تلفزيونية تسمي بيتي العربي، ويعتمد في مضمونه علي التصوير داخل الأستديو وعلى الرسوم المتحركة ثنائية وثلاثية الأبعاد والدمي والأفلام الحية.. ويرافق مشاهدي محطة بيتي العربي ستة مذيعين من الدمي هم: ضاحك، وسريعة وتفاؤل، ومرهفة وعبس وجميل.

## الإنتاج
30 أكتوبر 2007 أعلنت قناة الجزيرة للأطفال عن بداية بث البرنامج المتنوّع الأول من نوعه للأطفال «بيتي العربي»، والذي يبدأ عرضه مع الدورة البرامجية الجديدة للقناة مطلع هذا الشهر.
و «بيتي العربي» هو مسلسل تربوي ترفيهي في اثنتين وخمسين حلقة، مدة كل حلقة ست وعشرين دقيقة، يختزل العالم العربي في محطة تلفزيونية تسمّى بيتي العربي، ويعتمد على التصوير داخل الأستوديو وعلى الرسوم المتحركة ثنائية وثلاثية الأبعاد والدمى والأفلام الحيّة... ويرافق مشاهدي محطة «بيتي العربي» ستة مذيعين من الدمى هم: "ضاحك"، و "سريعة، و"تفاؤل"، و"مرهفة"، و "عبس"، و"جميل".
وقد استغرق إنتاج هذا العمل المتميّز حوالي ثلاث سنوات، وهو أضخم عمل تلفزيوني عربي للأطفال، إذ فاقت تكاليفه الثلاثة ملايين ونصف المليون دولار، وتمّ إنتاجه في سوريا لدى شركة تايغر برودكشن، التي سبق وأنتجت المسلسل الكرتوني «كليلة ودمنة».
و يقول السيد خالد أدنون، رئيس إدارة البرامج والإنتاج: «إن الهدف من إنتاج هذا العمل الضخم، هو إحياء وترسيخ العلاقات والروابط الثقافية والحضارية الوثيقة بين مختلف الأطفال العرب الذين يشكلون مستقبل هذه الأمّة وثروتها الحقيقية. وقد راعت القناة في إنتاجه ضرورة أن يكون مضمونه مقدماً بأسلوب فنيّ محبب ومشوّق وقادر على منافسة ما تقدّمه القنوات العالمية».

## الموقع الإلكتروني
أطلقت قناة الجزيرة للأطفال الموقع الإلكتروني الخاص ببرنامج بيتي العربي وهو أول منوعة تلفزيونية تربوية ترفيهية عربية للأطفال بدأ بثها مع إطلاق الدورة البرامجية الجديدة للقناة في بداية نوفمبر الجاري.
وعلي غرار التنوع الذي يتميز به مضمون بيتي العربي فإن الموقع الإلكتروني للبرنامج يضم هو أيضاً العديد من البرامج ويتيح للزوار من الأطفال وأوليائهم التواصل والتعرف علي محطة بيتي العربي وشخصياتها المتعددة من خلال بيئة مرحة وسهلة التصفح.
وقد تم تصميم هذا الموقع من قبل فريق شاب متخصص في الإعلام وتكنولوجيا المعلومات يعمل في قناة الجزيرة للأطفال.
ويتيح هذا الموقع للزوار الأطفال تنمية قدراتهم من خلال الألعاب الذهنية والترفيهية التي ستضاف تدريجياً إلي الموقع لتجديد مضمونه، بالإضافة إلي صفحات المراسلة والتعليق Blogs حيث يمكنهم طرح آرائهم ومناقشتها فيما بينهم أو مع شخصيات برنامج بيتي العربي والتفاعل معها.
وتقول السيدة مليكة علوان، رئيسة إدارة التسويق والاتصال في قناة الجزيرة للأطفال: إن أطفالنا في عالمنا العربي يفتقرون إلي الفضاء التخاطب

## أغنية الشارة
نعطيه الحب ويعطينا
نبنيه بجد يبنينا
نكبر فيه ويكبر فينا
بيتي العربي يسكن فينا
بيتي العربي
أجمل بيت في الدنيا
بيتي العربي
نسكن فيه ويسكن فينا
يحكي للناس يغنيهم
ألحانا صيغت من ذهب
تتألف فيه نغمات من بلدان الوطن
العربــــــــــــــي
بيتي العربي يحيا فينا
يدعونا الآن ينادينا
لنشاهد صورتنا فيه ويشاهد صورته
فينا
بيتي العربي
أجمل بيت في الدنيا
بيتي العربي
نسكن فيه ويسكن فينا